# Vrtna penica
Vrtna penica (znanstveno ime Sylvia borin) je pogost ptič pevec iz družine penic, ki gnezdi v zmernih in severnih predelih Evrope ter zahodni Aziji.

## Opis
V dolžino meri med 13 in 14,5 cm in je v primerjavi z drugimi penicami čokata. Po telesu je monotono sive do olivno rjave barve, z rahlo svetlejšo nadočesno progo. Ima za penice značilno ozko glavo (gledano od zgoraj), ki se gladko nadaljuje v kljun, ki je pri vrtni penici razmeroma kratek in bledo sive barve. Lastnost, po kateri jo najenostavneje ločimo od ostalih penic je, da nima nobenega očitnega prepoznavnega znaka. Prav tako ni očitne razlike med spoloma in med odraslimi osebki ter enoletnimi mladiči.
Njeno petje je prijetno, sestavljajo ga 3-8 sekund dolgi napevi s hitrim zaporedjem razmeroma globokih tonov, ki pa ne tvorijo melodije, ampak se naključno izmenjujejo višji in nižji ter čisti in nekoliko bolj grobi. Podobno je petju črnoglavke, le da manjkajo zaključni toni. Pravzaprav je njuno petje tako podobno, da osebki obeh vrst med gnezditvijo zasedejo ločene teritorije.
| Posnetek petja |  |
|                |  |
|                |  |

## Razširjenost
Vrtna penica gnezdi v zmernih in severnih delih Evrope ter zahodni Aziji, pozimi pa se odseli v tropske predele Afrike.
Največkrat se zadržuje v gostem rastju, zato jo je težko opaziti, kljub temu, da je v svojem območju razširjenosti pogosta. Evropsko populacijo ocenjujejo na 17 do 31 milijonov parov. Ni dokazov za zasklrbljujoče zmanjševanje populacije, zato jo je International Union for Conservation of Nature opredelila kot najmanj ogroženo.